# Michael Angelo Immenraet

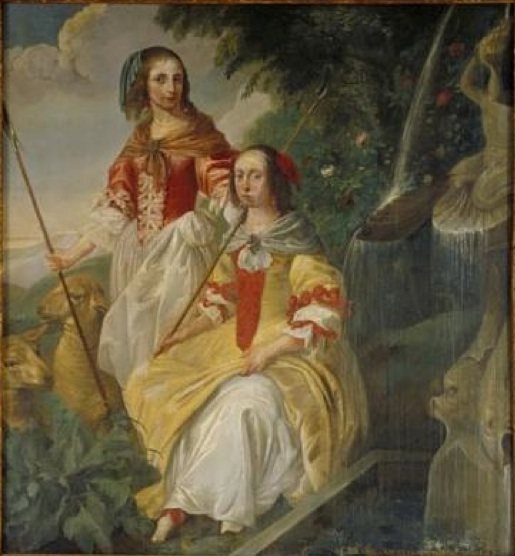
Odila y Phillipine van Wassenaer como pastoras, óleo sobre lienzo, 1661, La Haya, Hofje van Nieuwkoop.

Michael Angelo Immenraet (Amberes, 1621-Utrecht, 1683) fue un pintor barroco flamenco seguidor de Rubens.
Bautizado el 18 de octubre de 1621, en 1661 contrajo matrimonio con María Vergouwen, hermana de la pintora Johanna Vergouwen, con quien Michael Angelo mantuvo un largo pleito a cuenta de la herencia de María, fallecida en 1664 al dar a luz al tercer hijo del matrimonio. El mismo año de su matrimonio se le documenta en La Haya, trabajando en la decoración de una chimenea del asilo para viudas pobres de Nieuwkoop, para el que pintó el retrato de las sobrinas del fundador posando como elegantes pastoras. De regreso a Amberes, en el curso 1663/1664 se inscribió en el gremio de San Lucas de la ciudad.
De 1673 a 1678 trabajó en su obra más conocida: las treinta y ocho pinturas al óleo que cubren por completo el techo de la Unionskirche de Idstein (Alemania). Es aquí patente la influencia de Rubens, de quien copia literalmente algunas composiciones como la del Banquete en casa de Simón el fariseo. Copia de Rubens es también la Adoración de los Reyes Magos del monasterio de las Comendadoras de Santiago de Madrid, la única pintura firmada por Immenraet que se conserva en España, parte de una serie de ocho pinturas sobre cobre dedicadas a la vida de la Virgen en la que colaboró con Anton Goubau, Erasmus Quellinus II, Willem van Herp y Abraham Willemsens.